# Copidosoma delattrei
Copidosoma delattrei is een vliesvleugelig insect uit de familie Encyrtidae. De wetenschappelijke naam is voor het eerst geldig gepubliceerd in 1948 door Ghesquière.